# Ленка-Опатовська
Ленка-Опатовська (пол. Łęka Opatowska) — село в Польщі, у гміні Ленка-Опатовська Кемпінського повіту Великопольського воєводства.
Населення — 918 осіб (2011).
У 1975-1998 роках село належало до Каліського воєводства.

## Демографія
Демографічна структура станом на 31 березня 2011 року:
|          | Загалом | Допрацездатний вік | Працездатний вік | Постпрацездатний вік |
| -------- | ------- | ------------------ | ---------------- | -------------------- |
| Чоловіки | 459     | 93                 | 328              | 38                   |
| Жінки    | 459     | 105                | 278              | 76                   |
| Разом    | 918     | 198                | 606              | 114                  |